# Gracixalus quangi
Espèce
Gracixalus quangi est une espèce d'amphibiens de la famille des Rhacophoridae.

## Répartition
Cette espèce est endémique de la province de Nghệ An au Viêt Nam. Elle se rencontre entre 600 et 1 300 m d'altitude dans les monts Pu Hoat.

## Description
Gracixalus quangi mesure moins de 25 mm pour les mâles. Son dos est verdâtre avec une peau translucide. La face antérieure de ses cuisses, son aine et la zone située à l'arrière de l'insertion de ses membres antérieures sont jaune opaque. Ses flancs et la face interne de ses cuisses présentent des taches noires.

## Étymologie
Cette espèce est nommée en l'honneur de Hoang Xuan Quang.

## Publication originale
- Rowley, Dau, Nguyen, Cao & Nguyen, 2011 : A new species of Gracixalus (Anura: Rhacophoridae) with a hyperextended vocal repertoire from Vietnam. Zootaxa, no 3125, p. 22-38 (texte intégral).